# Santa Bárbara (Suchitepéquez)
Santa Bárbara é um municípios da Guatemala do departamento de Suchitepéquez.